# Malingsbo-Kloten

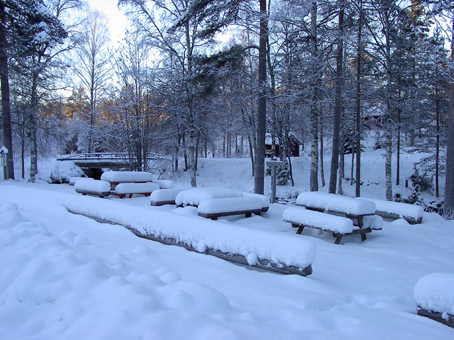
Picknickplaats langs de doorgaande weg

Malingsbo-Kloten is een van de grootste natuurgebieden van Bergslagen in Midden-Zweden. Het gebied van heuvels, rivieren en meren is vrijwel onbewoond en werd in 1950 bij wet als natuurreservaat aangewezen. Stockholm ligt op een afstand van 200 kilometer naar het oosten, zo'n twee en een half uur rijden met de auto.

## Natuur
In het natuurgebied leeft een variëteit aan dieren zoals elanden, lynxen, beren en wolven. Ze komen niet massaal voor en de kans ze te zien is dan ook niet erg groot. Er is geen massatoerisme, bezoekers kamperen of overnachten in hutten of pensions. Vakantiegangers komen vooral voor trektochten te voet, per kano of fiets, ook jagen en vissen zijn veel beoefende activiteiten.

## Dorpjes
De dorpjes Kloten en Malingsbo zijn in de zeventiende eeuw ontstaan als nederzetting van Finse kolonisten die met belastingvoordelen werden gelokt om het bos te rooien en graan te gaan verbouwen. De ijzerindustrie is er van belang geweest. Later, in de negentiende eeuw, floreerde de bosbouw. Ooit waren er in Kloten 1.000 inwoners, anno 2013 nog ca. dertig. Sinds 1950 is er geen nieuwbouw meer mogelijk. Het toerisme is anno 2013 de belangrijkste economische activiteit.

## Bruksleden
De 250 kilometer lange Bruksleden wandelroute tussen Västerås en Avesta passeert Malingsbo. 